# Álvaro Suárez de Quiñones
Álvaro Suárez de Quiñones fou un militar espanyol del segle xvii.
Durant la Guerra dels Trenta Anys Tinent de mestre de camp general de cavalleria, va participar en la batalla de Tornavento l'any 1636 i en el Setge de Salses.
Durant la guerra dels segadors, el 1640 s'incorporà a l'exèrcit de Pedro Fajardo de Zúñiga y Requesens, el marquès de Los Vélez, compartint el comandament suprem de la cavalleria amb Carlo Maria Caracciolo, el duc de San Giorgio, sent derrotat en la batalla de Cambrils i després de la mort de Caracciolo en la batalla de Montjuïc el 26 de gener de 1641 tornà a assumir sol el govern de la cavalleria.